# Emyn Muil
Las Emyn Muil (‘colinas del espanto’ en sindarin) son un grupo de colinas ficticias creadas por en escritor británico J. R. R. Tolkien para su legendarium, y descritas en la novela El Señor de los Anillos. Eran un grupo de afiladas y escarpadas colinas rocosas y profundos valles colocados en dirección norte-sur que se extendían a ambos lados del Anduin, sobre el Rauros, cerca de donde se erguían los Argonath.

## Historia
En las Emyn Muil orientales Frodo y Sam se extraviaron, y encontraron y domaron a Gollum, mientras que las Emyn Muil occidentales fueron el punto de partida del viaje de Aragorn, Legolas y Gimli a través de Rohan en busca de Merry y Pippin.

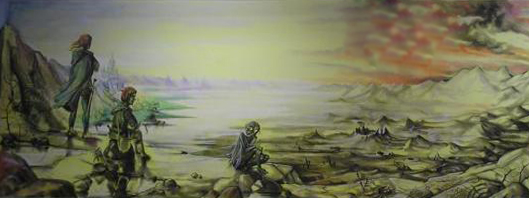
Frodo, Sam y Gollum miran el horizonte en las Emyn Muil.